# Coloburella cassagnaui
Coloburella cassagnaui is een springstaartensoort uit de familie van de Isotomidae. De wetenschappelijke naam van de soort is voor het eerst geldig gepubliceerd in 1972 door Rusek.